# SG-1000
SG-1000是日本電子遊戲發行商世嘉於1983年7月15日在日本發行（與任天堂的紅白機同日）的8位元家用遊戲機，由世嘉的個人電腦SC-3000衍生而來，是世嘉的第一部家用遊戲機。世嘉後來對SG-1000進行了兩次改版，分別為SG-1000 II（1984年）和SEGA Mark III（1985年），SEGA Mark III並成為了世嘉下一款家用遊戲機，也是第一部於日本以外地區發行之家用遊戲機Master System的基礎。
SG-1000是在世嘉旗下街機事業於1982年遭遇瓶頸時，因應時任世嘉會長中山隼雄的建議而開發的；在初代SG-1000發售後不久，世嘉便由CSK（現SCSK）所收購。SC-3000和SG-1000系列一共有76款ROM卡匣作品以及29款SEGA My Card作品，並與SEGA Mark III以及日版Master System主機完全相容。

## 歷史

### 背景及開發
世嘉在1980年代早期是美國海灣西方工業旗下的子公司，當時已是著名的街機開發及製造商。1982年，世嘉的街機事業遭遇瓶頸，對公司造成重大的打擊；在這樣的情況下，時任世嘉會長的中山隼雄建議公司利用其硬體專業，投入當時正處發展期的日本家用遊戲機市場。中山的建議得到了許可。
世嘉首先開發了附帶遊戲功能的個人電腦（即後來的SC-3000），不過在得知另一家電子遊戲商任天堂預定推出純遊戲主機後，世嘉便同時開始研發自己的家用遊戲機，即SG-1000。為了在保持穩固性的同時減少成本，SG-1000採用現成組件作為主要組成。

### 發售及競爭
1983年7月15日，SG-1000於日本首發，售價為15,000日圓。任天堂的紅白機及世嘉自家的個人電腦SC-3000也在同日發售。雖然世嘉自己只有在日本推出這部主機，不過一些重新包裝的版本在全世界都可以看見。在澳洲，SG-1000由John Sands引進，在紐西蘭則是由Grandstand引進。此外，SG-1000也有引進義大利及西班牙等地，不過並沒有在北美地區、英國和德國等較大的電子遊戲機市場推出；不過，臺灣普澤曾經製造了一款未經授權的SG-1000相容機「創造者50」（又稱「蒂娜」），並在臺灣以及美國推出，這部主機除了支援SG-1000遊戲以外，還支援遊玩ColecoVision遊戲。另外，當時世嘉在臺灣的官方代理商是嘉霖行，世嘉並授權嘉霖行推出SG-1000相容機「阿羅士」（阿羅士一代跟二代皆是SG-1000系列的相容機）。這些主機在更便宜的紅白機相容機大舉進入臺灣家用遊戲機市場前銷量並不俗。
由於一開始SG-1000擁有比紅白機更堅實的遊戲陣容（至1983年底，SG-1000有21款遊戲，而紅白機僅有9款），加上任天堂因為零件故障問題被迫召回部分紅白機，推進了SG-1000的銷售速度。1983年結束時，SG-1000銷量已有16萬部，大幅超越世嘉原先預計的銷量目標5萬部。前世嘉消費硬體開發部門領導人佐藤秀樹曾表示，世嘉自己也並沒有預料到SG-1000會如此熱門，因而更有興趣投入研發家用遊戲機了。不過儘管如此，SG-1000的三款首發遊戲（全部移植自世嘉的街機SEGA VIC Dual）相較於紅白機的三款首發遊戲《大金剛》、《大力水手》及《大金剛Jr.》並不那麼知名。
在創辦人查爾斯·布盧多恩逝世後，海灣西方工業開始拆分、脫手非核心業務。於是中山隼雄便在1984年和前世嘉執行長大衛·羅森安排收購了世嘉，並由CSK（現SCSK）入股提供財務支援。中山後來成為了新世嘉的執行長。在CSK的收購之後，世嘉於1984年7月31日推出了SG-1000的改版機型SG-1000 II，售價維持15,000日圓不變。SG-1000 II將原有焊死在主機上的搖桿替換成了兩個可插拔的遊戲控制器；世嘉同時推出了遊戲媒介SEGA My Card。佐藤秀樹不喜歡原版SG-1000卡匣，認為這些卡匣在插入主機時就像「黑色的小墓碑」一樣，並表示自己在SG-1000時期最值得誇耀的成就是以迷你、「更愉快的」SEGA My Card取而代之。世嘉還請了當時熱門的搞笑組合隧道二人組作為名人代言。

### 衰頹
1984年後，紅白機的熱門程度逐漸超越SG-1000。由於紅白機在技術上較SG-1000強大，擁有更順暢的捲動機能和色彩更飽滿的精靈圖；任天堂並積極與第三方遊戲開發商合作，另一方面世嘉並不太願意邀請那些自己在街機市場的對手為主機開發遊戲。SG-1000同時也必須與特佳麗及萬代等公司推出的其他家用遊戲機競爭。1985年，SG-1000的二度改版機種SEGA Mark III推出，後來並成為了世嘉第一款於日本以外地區發行之家用遊戲機Master System的基礎。之後SG-1000便漸漸淡出市場，最後一款官方授權的作品為《洛麗泰的肖像》（ロレッタの肖像），於1987年2月18日發售。
2006年，線上遊戲訂閱服務GameTap宣布納入SG-1000平臺，並有數款作品可遊玩。

## 硬體

### 技術規格

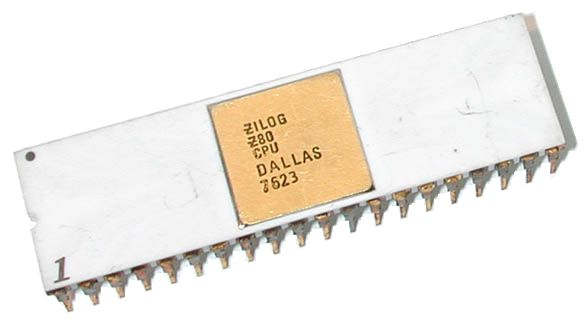
Zilog（英语：Zilog） Z80 中央處理器
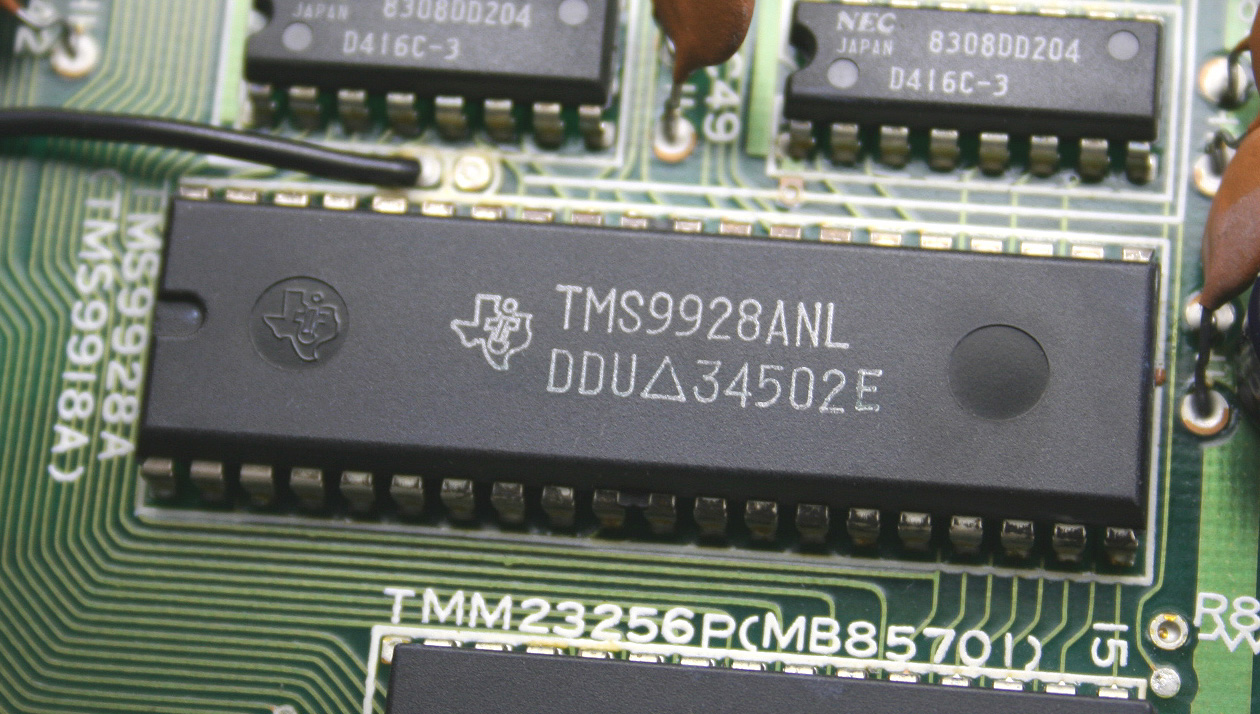
德州儀器 TMS9928A 圖形處理器
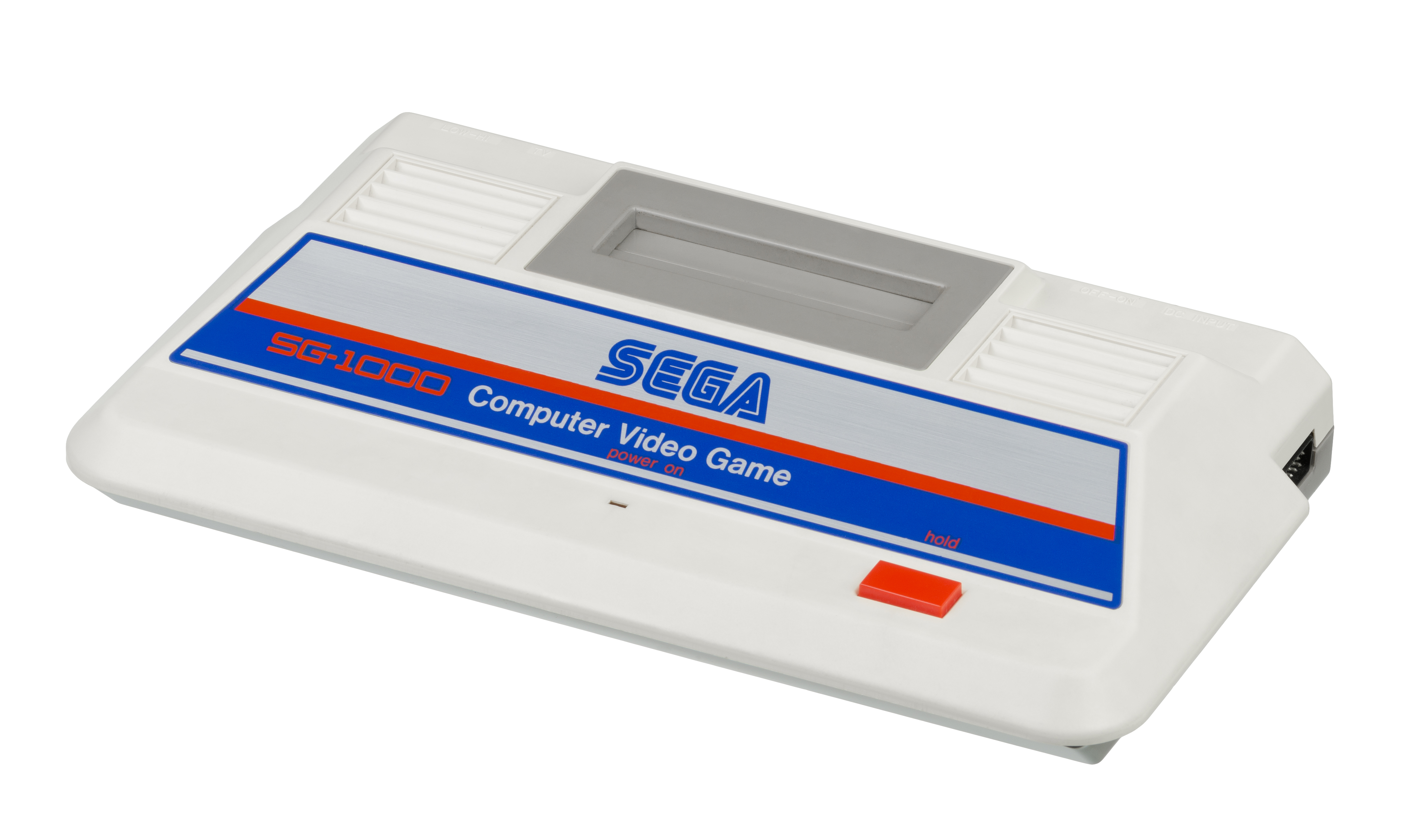
SG-1000
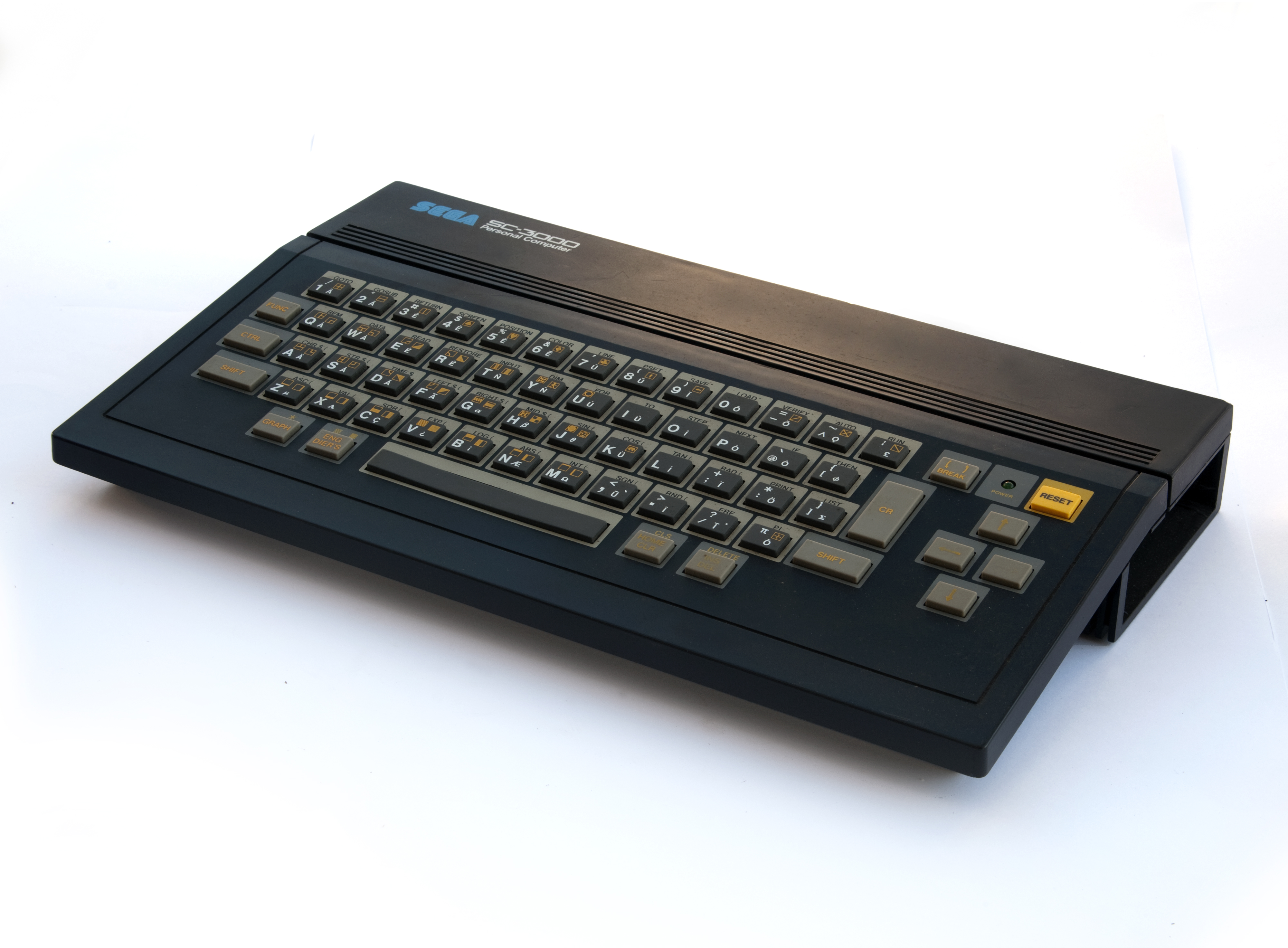
SC-3000
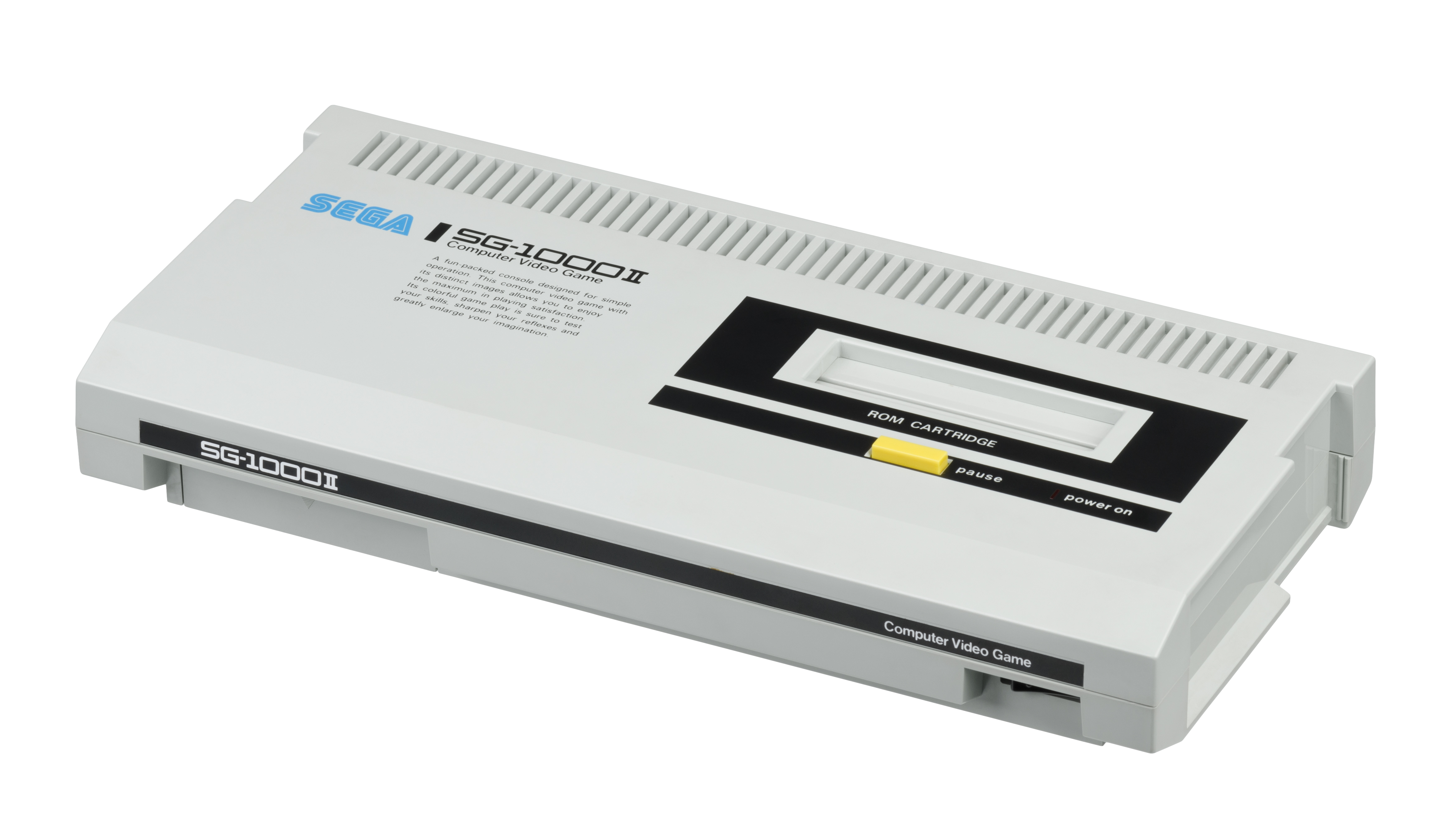
SG-1000 II
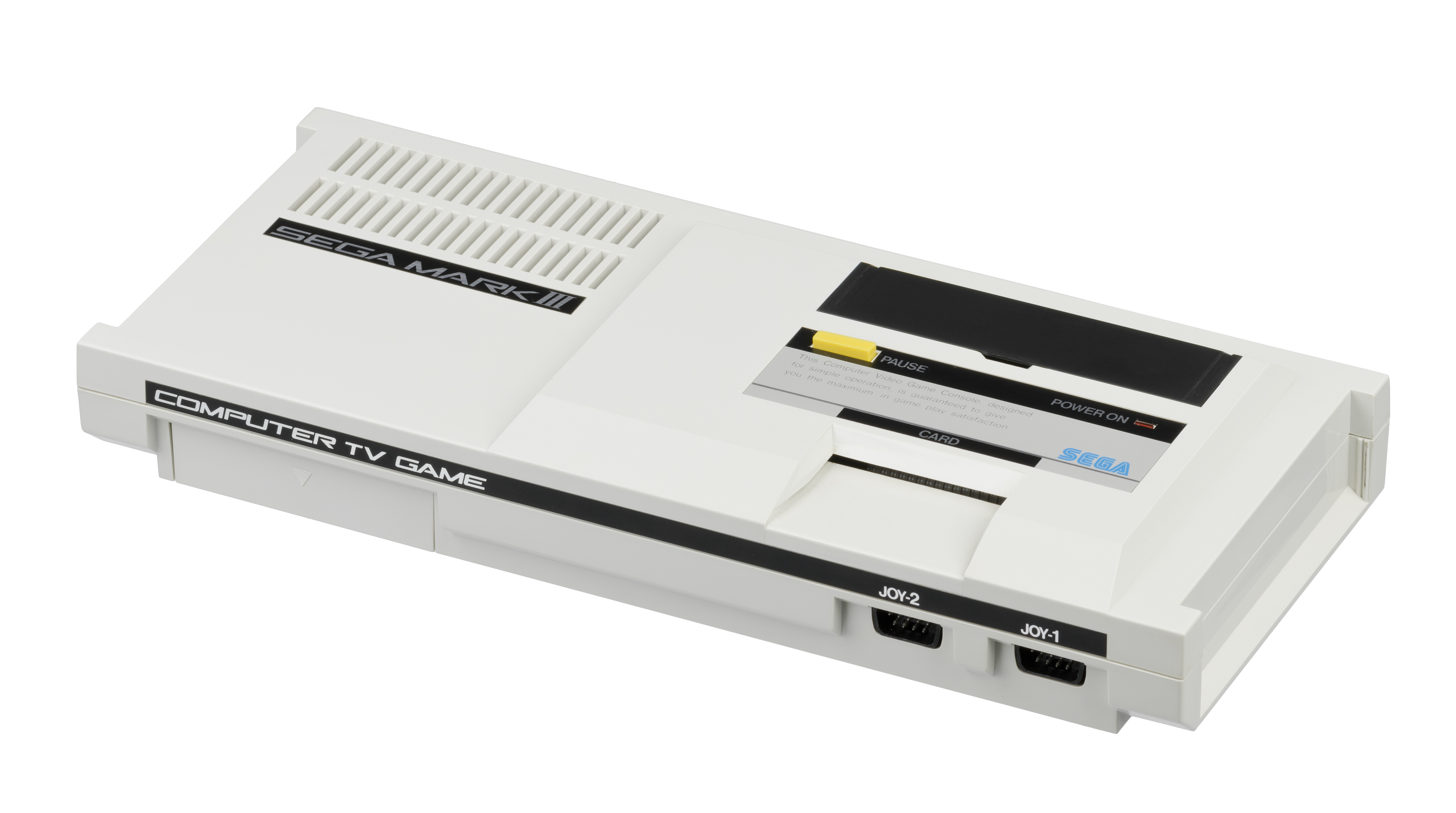
SEGA Mark III

初代SG-1000主機之長、寬、高分別為294公釐×152公釐×40公釐，SG-1000 II主機之長、寬、高則分別為340公釐×155公釐×49公釐（SC-3000主機之長、寬、高分別為353公釐×210公釐×46公釐）。初代SG-1000早期機型的主機正面標示為銀、黑色帶橘色橫幅，後來才改為更為大眾所知的銀、藍色帶紅色橫幅，同時世嘉標誌跟主機標誌都有小幅改版。
SG-1000系列的中央處理器（CPU）是由Zilog研發的Zilog Z80 8位元微處理器，頻率為3.58 MHz，而在SC-3000上的頻率則是4 MHz；圖形處理器（GPU）是由德州儀器研發的德州儀器TMS9928A，同時發色數可達16色，同時主機預設透過射頻調製器輸出訊號；音效處理器（SPU）則採用同樣由德州儀器研發的德州儀器SN76489。ColecoVision也使用上述晶片，使得製造能同時遊玩二平臺作品的相容機成為可能。SG-1000擁有約1 KB（8 Kb）的隨機存取記憶體（RAM）以及2 KB（16 Kb）的視訊隨機存取記憶體（VRAM），SG-1000 II則將VRAM提升至16 KB。初代SG-1000的遊戲控制器是焊死在主機上的，而SG-1000 II的控制器則改為可拆卸式。此外，SG-1000的電源供應來自與交流配接器相連的9 V直流連接器。

### 配件
世嘉為SG-1000推出了一些配件，最知名的是鍵盤配件「世嘉鍵盤」（セガ・キーボード，SK-1100），透過主機上的擴充槽與主機連接，支援所有SG-1000機型。此外，世嘉還推出了各式特殊控制器，例如搖桿配件（ジョイスティック，SJ-200）、遊戲控制器「Joypad」（ジョイパッド，SJ-150），以及可用於《摩納哥大獎賽》等競速遊戲的方向盤控制器（ハンドルコントローラ，SH-400）等等。世嘉還推出了轉接器「Card Catcher」（カードキャッチャ，C-1000），可讓SC-3000、初代SG-1000、SG-1000 II等沒有SEGA My Card插槽的機型也得以遊玩SEGA My Card作品。另外有部分配件只能與SC-3000搭配使用，如卡式錄音帶錄音座「Cassette Data Recorder」（カセットデータレコーダ，SR-1000）、4色繪圖機「Color Plotter Printer」（カラープロッタプリンタ，SP-400），以及附帶額外記憶體和軟碟機機能的擴充裝置「Super Control Station」（スーパーコントロール・ステーション，SF-7000）等。

## 遊戲陣容

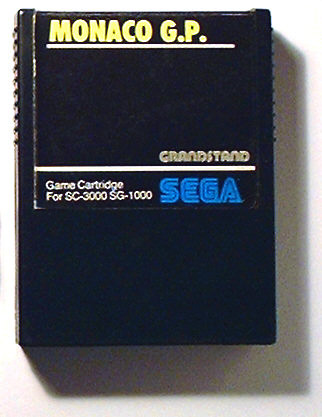
《摩納哥大獎賽》卡匣

SC-3000和SG-1000系列一共有76款ROM卡匣作品以及29款SEGA My Card作品，其中有26款作品必須搭配鍵盤才能遊玩。平臺上著名的作品包括《Flicky》、《Congo Bongo》、《世嘉大蜜蜂》和中裕司製作的第一款電子遊戲《Girl's Garden》等世嘉自家的作品，以及《骷髏13》等授權作品。多數遊戲的包裝和說明書在1984年前都是日英雙語的，之後才僅剩下日語說明，遊戲包裝的大小也縮小了。據佐藤秀樹表示，世嘉當時已經沒有足夠的員工可以投入製作家用遊戲機遊戲。SC-3000/SG-1000系列作品在繼任主機SEGA Mark III發售後仍持續推出了一段時間，最後兩款為SC-3000/SG-1000平臺製造的卡匣遊戲為《城堡》和《洛麗泰的肖像》，分別於1986年和1987年發行；最後一款SEGA My Card遊戲則是《縞瑪瑙》，同樣於1987年發行。

## 評價與影響
雖然SG-1000在電子遊戲史中並沒有佔太大地位，不過作為世嘉的第一部家用遊戲機，仍為世嘉往後的電子遊戲機事業奠定了重要基礎。《Retro Gamer》評論者達米安·麥克費蘭（Damien McFerran）稱SG-1000為「慘敗」的主機，不過同時稱SG-1000 II是「Master System的日本先輩」；《連線》的克里斯·科勒（Chris Kohler）則批評主機缺少RCA端子輸出、附帶的搖桿操作反饋不佳。他同時認為SG-1000的推出時間對其銷售造成傷害：「儘管SG-1000有比當時市面上其他家用遊戲機更優秀的硬體，但卻偏偏碰上了任天堂劃時代的紅白機，除了技術規格比SG-1000更先進，還有《大金剛》等殺手級遊戲。」他並如此評價SG-1000對後世的影響：「很少人知道她，更沒什麼人玩過她，平臺上的作品也不算多麼優質。」不過另一方面，Kotaku的路克·布朗克（Luke Plunkett）則表示：「雖然這些失敗讓SG-1000感覺像是一次失敗的嘗試，不過在世嘉的電子遊戲機發展中仍有著重要的地位。」
佐藤秀樹對SG-1000研發中的創新抱持正面評價，不過他也承認由於世嘉當時缺乏開發電子遊戲機的經驗，電子遊戲機市場本身也才剛起步，因此主機本身仍有侷限。佐藤說：「問題是，我們當時雖然知道怎麼做街機遊戲，但我們對電子遊戲機是一無所知。事實上，『消費者市場』這個概念在當時是前所未有的概念，很多公司只視此市場作一項『新業務』看待而已。」

## 外部連結
- 舊版世嘉硬體大百科 SG-1000（页面存档备份，存于） （日語）
- 舊版世嘉硬體大百科 SG-1000 II（页面存档备份，存于） （日語）
- 新版世嘉硬體大百科 SG-1000（页面存档备份，存于） （日語）
- 新版世嘉硬體大百科 SG-1000 II（页面存档备份，存于） （日語）
- SEGA Retro SG-1000（页面存档备份，存于） （英文）
- SEGA Retro SG-1000 II（页面存档备份，存于） （英文）
- Nostalgia Nerd（页面存档备份，存于） （英文）